# Ухвальська сільська рада
Ухвальська сільська рада (біл. Ухвальскі сельсавет) — адміністративно-територіальна одиниця в складі Крупського району розташована в Мінській області Білорусі. Адміністративний центр — Ухвала.
Ухвальська сільська рада розташована на межі центральної Білорусі, в східній частині Мінської області орієнтовне розташування — супутникові знімки, південь від Крупок.
До складу сільради входять 26 населених пунктів:
- Берізка • Гумни • Забенькове • Захарівка • Знаменська • Червоний Пахар • Куплєнка • Ложки • Матошка • Можани • Мощаниця • Миколаївка • Нова Нива • Нова Слобода • Нові Пишачі • Новий Шлях • Прусівщина • Свиридівка • Селище • Сомри • Стара Слобода • Старі Пишачі • Трудовик • Узнаж • Ухвала • Чорноосове.

Рішенням Мінської обласної ради депутатів від 30 жовтня 2009 року щодо змін адміністративно-територіального устрою Мінської області, до сільської рад було приєднано села:
- Видрицької сільської ради —  Велике Городно • Видриця • Мале Городно • Прудок.
- Денисовицької сільської ради — Великий В'язок • Дубове • Еджар • Заболоття • Малий В'язок • Нові Денисовичі • Новий Сокіл • Попарне • Старі Денисовичі • Старий Сокіл • Шинки.